# Mantúrovo
Mantúrovo (ruso: Манту́рово) es un asentamiento rural (selsovet) y pueblo (seló) de Rusia, capital del raión homónimo en la óblast de Kursk.
En 2021, el término municipal del selsovet tenía una población de 3280 habitantes, de los que unos dos mil setecientos vivían en el propio pueblo y el resto repartidos en nueve pedanías: los pueblos de 1-e Zaseimye, Svinets y Verjoseimye, las aldeas (derevni) de Orlovka y Riabínovo y los jutorá de Grebennoye, Zaseimskaya Set, Kolodezek y Malashkovo. El territorio del ayuntamiento se formó en 2010 mediante la unión en un solo autogobierno local (descentralización) de los hasta entonces ayuntamientos separados de Mantúrovo, 1-e Zaseimye y Svinets. Sin embargo, a efectos de organización administrativa de los órganos federales y de la óblast (desconcentración administrativa) siguen considerándose tres selsovety separados.
Se ubica unos 80 km al sureste de Kursk, en una zona de colinas donde predomina el chernozem.

## Historia
Según la tradición local, fue fundado en el siglo XVII por ucranianos que huían de la opresión polaco-lituana en la Ucrania de la Margen Derecha. Se conoce la existencia del asentamiento en documentos desde 1709, cuando era un pueblo habitado principalmente por ucranianos. En el siglo XIX se desarrolló como un núcleo comercial, con cuatro ferias al año y diversas empresas, aunque siguió siendo una localidad rural. La Unión Soviética le dio el estatus de capital distrital en 1977.